# Picramnia tetramera
Picramnia tetramera är en tvåhjärtbladig växtart som beskrevs av Porphir Kiril Nicolai Stepanowitsch Turczaninow. Picramnia tetramera ingår i släktet Picramnia och familjen Picramniaceae. Inga underarter finns listade.